# Парипа Ірина Ярославівна
Парипа Ірина Ярославівна (15 квітня 1982) – сучасна українська художниця, майстер народного мистецтва, яка вже понад 15 років створює писанки. Вона найбільш відома тим, що при декоруванні писанки створює складні композиції з використанням великої кількості дрібних деталей та зображенням традиційних орнаментів у сучасному авторському виконанні.

## Біографія
Ірина Парипа народилась 15 квітня 1982 року у м.Долина Івано-Франківської області, Україна. 
1989 – 1999 – навчалась в Долинській загальноосвітній школі N6 та в Долинській гімназії-інтернат.
Закінчила Долинську музичну школу по спеціальності «фортепіано».
Здобула  вищу освіту  в Прикарпатському Національному університеті ім. В.Стефаника, який закінчила у 2004 році за спеціальністю «біологія», а у 2006 році за спеціальністю «психологія», отримавши другу вищу освіту.
У 2013 році закінчила курси в Українському інституті Позитивної психотерапії.
За фахом - психолог-психотерапевт. Окрім своєї основної діяльності, працювала художником інтер’єрів.
З 2010 року Ірина проводить заняття з виготовлення писанок та майстер-класи  для тих, хто хоче дізнатися більше про цей традиційний вид мистецтва.  

## Мистецька діяльність
Змалку Ірина цікавилась образотворчим мистецтвом, зокрема живописом і малюнком. Ще у дитинстві вона захопилася мистецтвом писанкарства і почала детально вивчати різноманітні традиційні техніки створення великодніх писанок.
Любов до мистецтва супроводжує Ірину все життя. На творчість її надихнула мистецька спадщина Прикарпатського регіону, який має давні традиції мистецтва та культури, а також творчі роботи  Вах Ірини та Городецького Тараса Йосиповича.
Ірина постійно продовжує вдосконалювати свою майстерність, вивчаючи нові техніки та розвиваючи власний стиль. Напрямки творчості: українська традиційна писанка і травлена (техніка воскового розпису із подальшим витравлюванням візерунку оцтовою кислотою). 
Перша персональна виставка відбулася в м. Івано-Франківськ, галерея «Бастіон» у 2012 році.
Роботи представлені у Долинському краєзнавчому музеї «Бойківщина» . Призер і дипломант українських конкурсів з писанкарства. Учасниця і фіналіст міжнародних конкурсів і виставок сучасного мистецтва, серед яких щорічна Мистецька премія  Malamegi Lab (Milan 2022), Colorium 2023, Solo's 2023 - 9th International Exhibitions. 
Роботи Ірини представлені в одній із найбільших у світі онлайн-галереї SAATCHI ART. 
Ірина Парипа відома своїм унікальним стилем, який характеризується філігранністю і оригінальним підходом, поєднує традиційну символіку з елементами сучасного дизайну. Її роботи часто містять складні орнаменти, які черпають натхнення з природи та фольклору, культури різних країн, науки і геометрії...
Нещодавно Ірина заснувала проект, спрямований на відродження мистецьких традицій писанкарства та популяризацію української культури у світі. 
У 2023 році рішенням Долинської міської ради  Ірину Ярославівну Парипу нагороджено іменною відзнакою "Орден імені Мирослава Антоновича" за вагомий особистий внесок у відродження та розвиток професійного мистецтва.  